# Arrhenius (Mondkrater)
Arrhenius ist ein Einschlagkrater am südwestlichen Rand der erdabgewandten Seite des Erdmonds. Durch seine Lage kann seine Umgebung bei günstigen Librationen beobachtet werden. Südsüdöstlich von Arrhenius liegt der Blanchard-Krater, westlich der De-Roy-Krater.
Der Kraterrand von Arrhenius ist durch kleinere Einschläge erodiert und dadurch niedrig und abgerundet. Im nordnordwestlichen Rand befindet sich eine Einkerbung und an der südöstlichen Seite eine Ausbuchtung. Das Kraterinnere ist relativ flach und es fehlt ein Zentralberg.

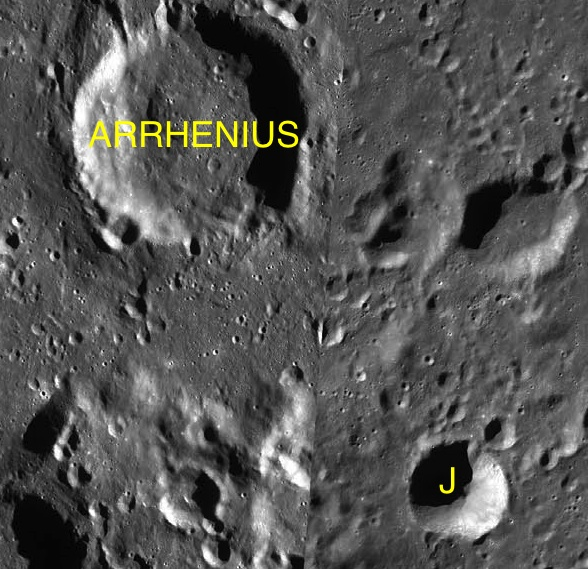
Arrhenius und sein Nebenkrater

Arrhenius hat einen mit J bezeichneten Nebenkrater. Der ehemalige Nebenkrater P ist im Jahre 2006 umbenannt worden.
| Buchstabe | Position               | Durchmesser            | Link                   |
| --------- | ---------------------- | ---------------------- | ---------------------- |
| J         | 57,53° S, 88,42° W     | 17 km                  |                        |
| P         | Umbenannt in Blanchard | Umbenannt in Blanchard | Umbenannt in Blanchard |

Der Krater wurde 1970 von der Internationalen Astronomischen Union offiziell nach dem schwedischen Physiker und Chemiker Svante Arrhenius benannt.